# スリナムの国民
スリナムの国民は雑多な人種的バックボーンを持つ。華僑、印僑、インドネシア系、アフリカ系、ヨーロッパ系、先住民族系に大別でき、それらの混血も進んでいる。
スリナムの国土が南アメリカ大陸北東部にありながらアジア系が多い理由として、オランダ東インド会社の存在が挙げられる。
オランダ東インド会社は国策企業としてオランダの植民地政策に大きく寄与し、当時のオランダ領東インド、現在のインドネシア、特にジャワ地域から労働力としての移民を募り移送した。
また、植民地ではなかったものの、中国大陸南部地域出身の苦力も同様であった。
19世紀後半に奴隷制が廃止されると、労働力のインフレーションが発生した。
そのため、イギリス東インド会社の三角貿易によって国内の綿産業が破壊され労働力が飽和していたインドから労働力の供給を受けた。
加えて旧宗主国であるオランダ由来のヨーロッパ系や先住民族、奴隷貿易によってもたらされたアフリカ系などがおり、またそれらの混血が進み、まさに人種のるつぼとなっている。
鉱業生産品の輸出に頼る経済の脆弱性も相まって国民は総じて貧しいが、サッカーアスリートの輩出には目を見張るものがあり、旧宗主国であるサッカーオランダ代表チームの主力を占めるほどである。
サッカー関連以外でもスリナム人と定義される人々の40％はスリナム系オランダ人であり、それはオランダ総人口の2％を占めている。
旧宗主国であるヨーロッパ諸国に渡り、よりよい生活、よい教育を求めるのは被植民地諸国民の通例であるが、オランダ国内に於いては特に同化に寛容であり、先述したサッカーオランダ代表チームのキャプテンをスリナム系選手が務めることも決して珍しいことではない。
但しこの結果、元々総人口100万人に満たないスリナムの人的リソースは枯渇し、経済成長やインフラ整備などは遅々として進まない。